# Rafał Blechacz
Rafał Blechacz (Nakło nad Notecią, Polônia, 30 de junho de 1985) é um pianista erudito polonês. Teve seu maior reconhecimento ao vencer a 15ª edição da Competição Internacional de Piano Frédéric Chopin considerada uma das mais difíceis e famosas competições de piano no mundo.

## Biografia
Nascido em Nakło nad Notecią, na província de Bydgoszcz, Polônia, Rafał Blechacz começou suas aulas de piano aos 5 anos. Progrediu sua educação musical na Artur Rubinstein State School of Music e graduou-se, aos 22 anos, na Academia de Música Feliks Nowowiejski em 2007, tendo aulas com a professora Katarzyna Popowa-Zydroń.

## Carreira
Nas primeiras fases de sua carreira, teve parte em diversos festivais de música e competições que o proporcionaram prêmios de grande prestígio como o primeiro lugar na 13ª edição da Competição Polonesa Johann Sebastian Bach, em Gorzów Wielkopolski, 1996, e o segundo lugar na 5ª edição da Competição Internacional de Jovens Pianistas “Artur Rubinstein in memoriam” em Bydgoszcz, 2002. Seu progresso continuou quando foi nomeado "co-vencedor" da 5ª edição da Competição Internacional de Piano Hamamatsu no Japão.

## Competição Internacional de Chopin
Em outubro de 2005, foi o grande vencedor da Competição Internacional de Piano Frédéric Chopin, famosa competição por ser uma das mais antigas competições e apresentar grande rigidez na seleção do júri e dos candidatos. Rafał Blechacz foi o primeiro concorrente da história a conquistar primeiro lugar em todas as premiações do concurso, recebendo a premiação de melhor interpretação de Mazurka, por "Polish Radio". Melhor interpretação de Polonaise, por "Frédéric Chopin Society". Melhor interpretação de concerto por "National Philharmonic of Poland" e melhor interpretação de Sonata por "Krystian Zimerman", alguns dos patrocinadores da competição, além do prêmio por Audiência.

## Prêmios
- "Competição Polonesa Johann Sebastian Bach", 1996 - 1º lugar
- "Competição Internacional Jovens Pianistas, Artur Rubinstein in memorian", 2002 - 2º lugar
- "Concurso Internacional de Piano Hamamatsu", 2003 - 1º lugar (co-vencedor)
- "Competição Internacional de Piano Frédéric Chopin", 2005 - 1º lugar, prêmio de audiência e melhor intérprete de Mazurkas, Polonaises, Concerto e Sonata.
- "Fryderyk 2009" - prêmio pelo melhor CD de piano solo "Rafał Blechacz"
- "Fryderyk 2010" - dois prêmios. Melhor álbum do ano para "Chopin Piano Concertos" e "a melhor gravação de música polonesa".
- "Academia Chigiana", 2010 - prêmio internacional aos melhores músicos do mundo, de acordo com a crítica de um júri específico.
- "Preis der Deutschen Schallplattenkritik", 2010 - prêmio pelas interpretações de todos os Concertos de Chopin, pela crítica alemã.
- "Preis der Deutschen Schallplattenkritik", 2013 - prêmio pelas interpretações de Polonaises de Chopin, pela crítica alemã.
- "Fryderyk 2013" - prêmio pelo melhor álbum do ano "Debussy – Szymanowski".
- "Fryderyk 2014" - prêmio de melhor álbum polonês pelo CD "Polonaises".

## Discografia
- "Chopin Polonaises"
- "Debussy - Szymanowski"
- "Chopin - Piano Concertos"
- "Sonatas - Haydn, Beethoven, Mozart"
- "Chopin - The complete Preludes"
- "The Winner of the 1st Prize"
- "Piano Recital"